# Bernardo Correia de Castro e Sepúlveda
Bernardo Correia de Castro e Sepúlveda (Bragança, 20 de Agosto de 1791 — Paris, 9 de Abril de 1833) foi um militar e político português da primeira metade do século XIX. Foi um dos membros do Sinédrio do Porto encabeçado por Manuel Fernandes Tomás, estando associado à génese da Revolução Liberal do Porto de 1820.

## Biografia
Nasceu em Bragança, filho do tenente-coronel Manuel Jorge Gomes Sepúlveda (1735-1814), um militar e membro da velha aristocracia duriense.
Como era tradição familiar, enveredou pela carreira militar. Participou nas campanhas da Guerra Peninsular atingindo o posto de coronel com apenas 29 anos de idade.
A 16 de Agosto de 1820 assumiu o comando do Regimento de Infantaria n.° 18, então estacionado na cidade do Porto, sendo um dos mais activos líderes da revolta liberal do Porto que ocorreu naquela cidade no dia 24 de Agosto daquele ano. Foi um dos membros do Sinédrio do Porto e um dos mais destacados pioneiros do liberalismo entre os militares portugueses.
Em 1823 foi nomeado Comandante Militar de Lisboa, com o posto de brigadeiro. Nessas funções aderiu à Vilafrancada, abandonando o campo liberal, mas a sua adesão foi considerada tardia e suspeita, não tendo os realistas perdoado a sua anterior militância liberal, pelo que acabou preso às ordens de D. Miguel I de Portugal. Depois de um ano de encarceramento em Peniche, foi libertado, optando pelo exílio em Paris.
Abandonado pelos liberais e perseguido pelos absolutistas, permaneceu em França, onde faleceu na cidade de Paris.